# STS-45
STS-45 — наукова місія НАСА 1992 року з доставки приладів та інструментів, на якій відбувся 46-й політ у рамках програми «Спейс Шаттл» та 11-й політ космічного шатла «Атлантіс».

## Екіпаж

### Основний склад
- (НАСА): Чарльз Болден (3)[1] — командир
- (НАСА): Браян Даффі (1) — пілот
- (НАСА): Кетрін Салліван (3) — фахівець польоту-1
- (НАСА): Девід Лістма (3) — фахівець польоту-2
- (НАСА): Майкл Фоул (1) — Фахівець польоту-3
- (ЄКА): Дірк Фрімаут (3) — фахівець із вантажу-1
- (НАСА): Байрон Ліхтенберг (2) — фахівець із вантажу-2

### Дублюючий екіпаж
- (НАСА): Майкл Лемптон — фахівець із вантажу-1
- (НАСА): Чарльз Р. Чаппел — фахівець із вантажу-2

### Розміщення екіпажу
| Сидіння | Запуск     | Посадка    | Місця 1–4 знаходяться на Польотній палубі. Місця 5–7 знаходяться на середній палубі. |
| 1       | Болден     | Болден     | Місця 1–4 знаходяться на Польотній палубі. Місця 5–7 знаходяться на середній палубі. |
| 2       | Даффі      | Даффі      | Місця 1–4 знаходяться на Польотній палубі. Місця 5–7 знаходяться на середній палубі. |
| 3       | Салліван   | Фоул       | Місця 1–4 знаходяться на Польотній палубі. Місця 5–7 знаходяться на середній палубі. |
| 4       | Лістма     | Лістма     | Місця 1–4 знаходяться на Польотній палубі. Місця 5–7 знаходяться на середній палубі. |
| 5       | Фоул       | Салліван   | Місця 1–4 знаходяться на Польотній палубі. Місця 5–7 знаходяться на середній палубі. |
| 6       | Фрімаут    | Фрімаут    | Місця 1–4 знаходяться на Польотній палубі. Місця 5–7 знаходяться на середній палубі. |
| 7       | Ліхтенберг | Ліхтенберг | Місця 1–4 знаходяться на Польотній палубі. Місця 5–7 знаходяться на середній палубі. |

## Моменти місії
Атлантіс був запущений 24 березня 1992 року о 8:13 ранку за східним часом. Спочатку запуск був запланований на 23 березня 1992 року, але був відкладений на один день через вищі, ніж допустимі, концентрації рідкого водню та рідкого кисню в кормовій частині орбітального корабля під час заправки. Під час усунення несправностей витоки не вдалося відтворити, що змусило інженерів повірити, що вони є результатом того, що водопровідна система основної силової установки не була термічно кондиціонована для кріогенного палива; запуск перенесли на 24 березня 1992 року. Стартова маса Атлантісу становила — 105 982 кг.
STS-45 проводив перші експерименти Атмосферної лабораторії для прикладних і наукових досліджень (ATLAS-1), розміщені на піддонах Spacelab, встановлених у вантажному відсіку орбітального корабля. Корисний складався із 12 приладів зі Сполучених Штатів, Франції, Німеччини, Бельгії, Швейцарії, Нідерландів і Японії, проводив дослідження хімії атмосфери, сонячної радіації, фізики космічної плазми та ультрафіолетової астрономії. Прилади ATLAS-1 включали спектроскопію атмосферних слідів молекул (ATMOS); решітку спектрометра; атмосферний ехолот міліметрових хвиль (MAS); спектрометричну обсерваторію зображень (ISO); атмосферні викиди Lyman-Alpha (ALAE); фотометричну камеру викидів в атмосферу (AEPI); космічні експерименти з прискорювачами частинок (SEPAC); радіометр з активною порожниною (ACR); вимірювач сонячної постійної (SOLCON); вимірювач сонячного спектра (SOLSPEC); монітор сонячного ультрафіолетового спектрального випромінювання (SUSIM); і далекого ультрафіолетового космічного телескопа (FAUST). Такожвантаж включав експеримент Shuttle Solar Backscatter Ultraviolet (SSBUV), експеримент Get Away Special (GAS) і шість експериментів на середній палубі.
Місію продовжили на день, щоб продовжити наукові експерименти. Приземлення відбулося 2 квітня 1992 року, 6:23 ранку за східним часом, на злітно-посадковій смузі 33 посадкового комплексу Shuttle Landing Facility, розташованого в Космічному центрі Кеннеді. Дальність викочування склала 2 812 м, а Атлантіс при посадці вже важив 93 005 кг.

## Емблема місії
Емблема місії охоплює всі аспекти польоту, показуючи Землю та Сонце та орбітальний апарат під великим нахилом, щоб проілюструвати високу важливість місії. Імена всіх членів включені в основний склад, розділені зірочками. У «кільці» внизу праворуч включена одна зірка, яка розділяє незгадані імена спеціалістів альтернативних місій, які, таким чином, включені опосередковано; перше й унікальне вшанування екіпажу підтримки. Дірк Фрімут — перший громадянин Бельгії, який полетів у космос, і єдиний, хто літав на Спейс Шаттл (інший — Френк де Вінн (який літав на Міжнародну космічну станцію за допомогою «Союз» як командир місії), оскільки програма «Спейс шаттл» була припинено під час польоту останнього), але щоб зберегти фокус на місії, не додано національного прапора та звичайного логотипу Європейського космічного агентства (ESA), але головна мета місії, ATLAS, включена нижче.

## Галерея

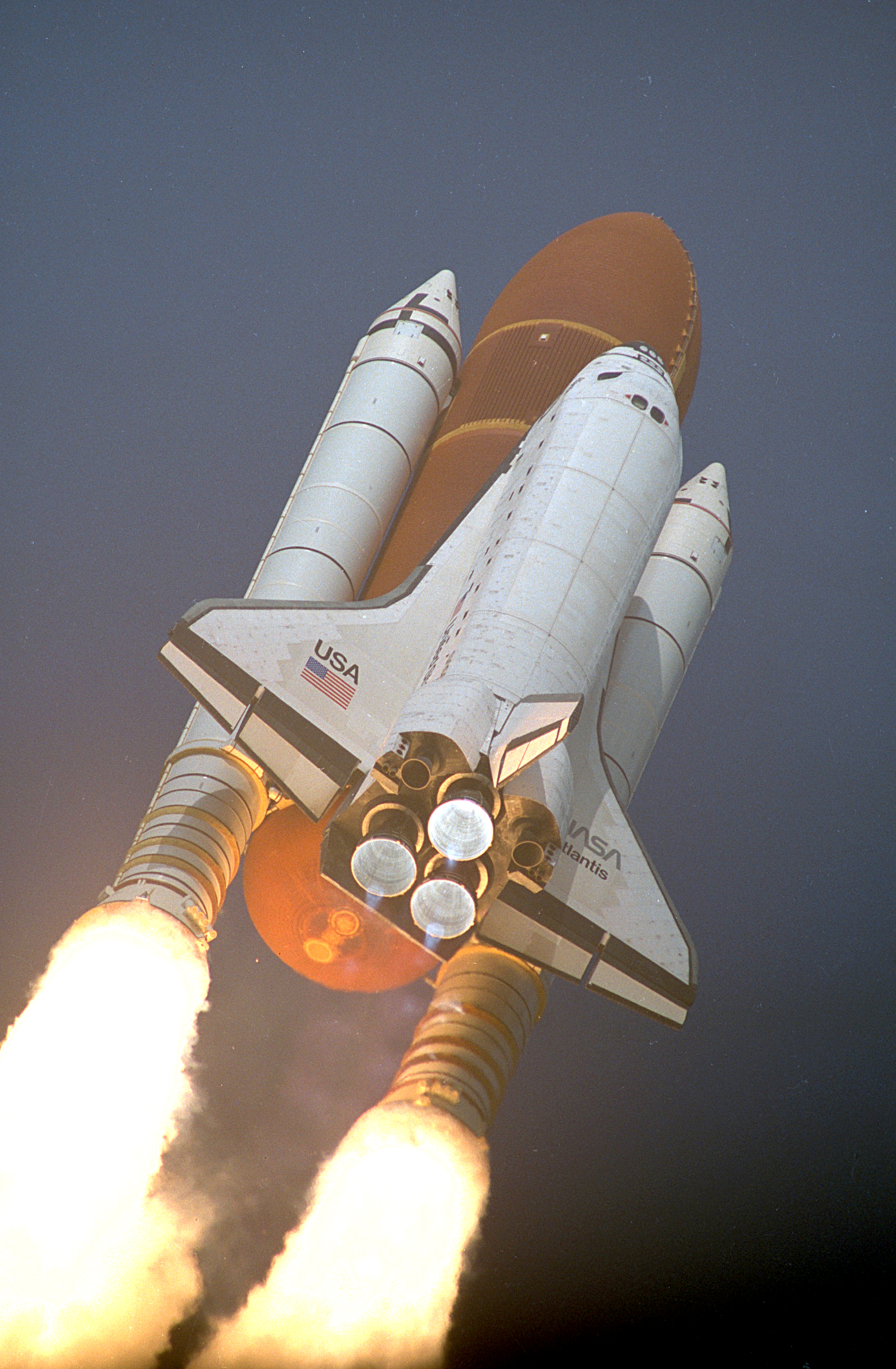
Старт польоту «STS-45»
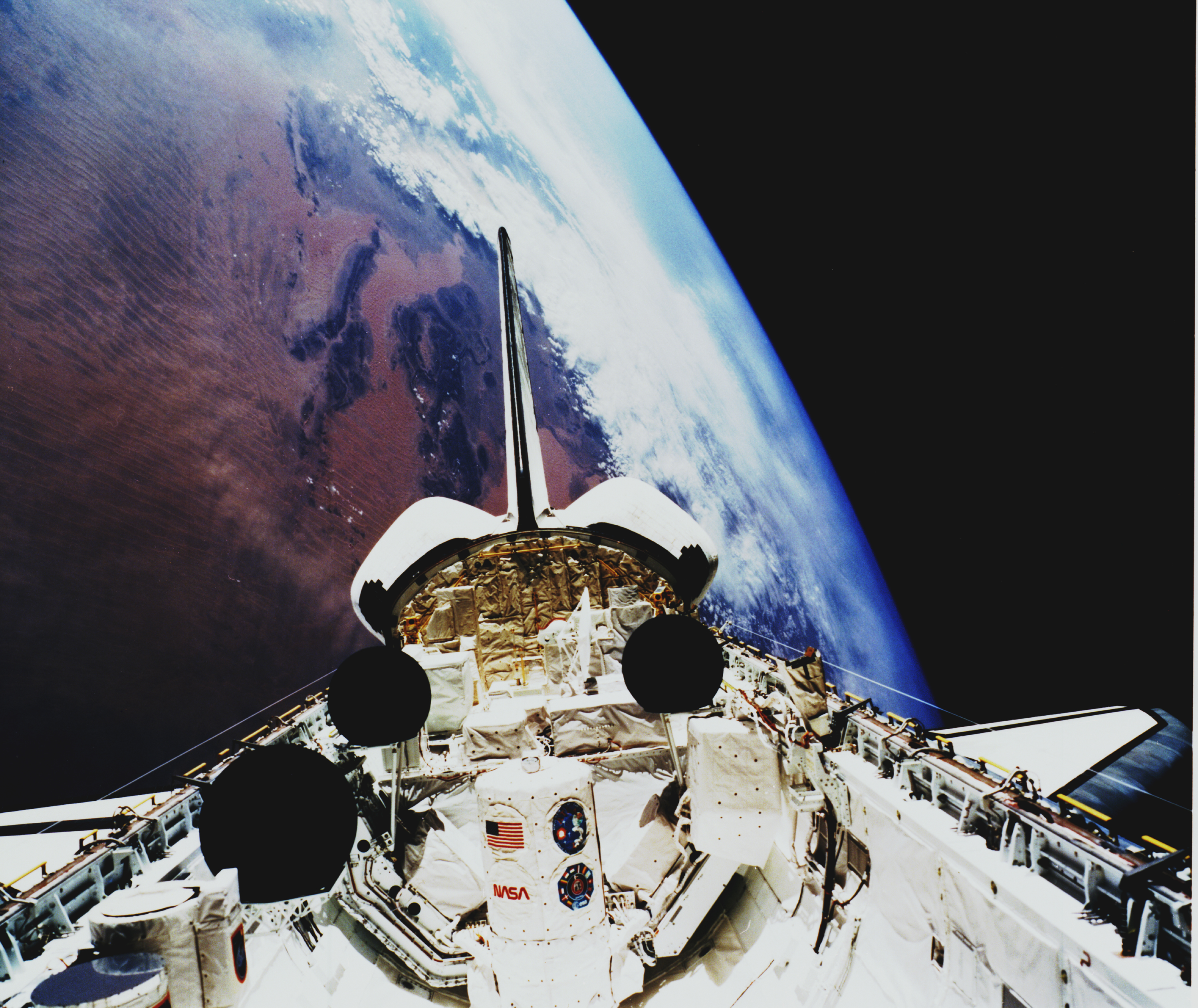
Вантажний відсік шаттла «Атлантіс»
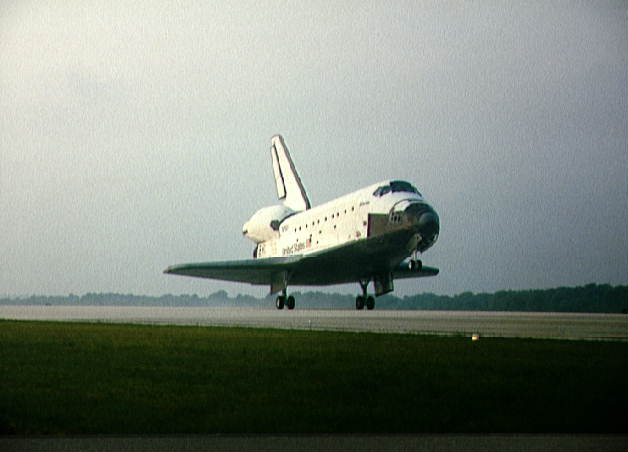
Приземлення шаттла «Атлантіс» «STS-45»